# The Best of Coal Chamber
The Best Of Coal Chamber es un álbum recopilatorio de la banda estadounidense de nu metal Coal Chamber, publicado en 2004 a través de Roadrunner Records.

## Contenido
Las cinco primeras pistas del recopilatorio provienen del álbum debut que da nombre a la banda, grabado en 1996 en NRG Recording, North Hollywood, California. Fue producido por Jay Gordon y editado a través de Roadrunner Records. Recibió la certificación de disco de oro de la RIAA, con más de 500 000 copias vendidas en los Estados Unidos. Chamber Music, el segundo álbum, salió el 7 de septiembre de 1999 también por Roadrunner Records, cuatro de cuyos dieciocho temas aparecen en The Best of Coal Chamber. Dark Days fue grabado en 2001 y publicado el 7 de mayo de 2002. El único sencillo de este álbum fue la canción «Fiend», incluida en este recopilatorio y cuyo videoclip logró difusión en el programa de televisión Uranium junto con una entrevista a la banda.

## Lista de canciones
1. "Loco"
2. "Oddity"
3. "Big Truck" (Hand-on-Wheel Mix)
4. "Sway"
5. "Clock"
6. "Not Living"
7. "El Cu Cuy"
8. "Tyler's Song"
9. "My Mercy"
10. "Fiend"
11. "Something Told Me"
12. "Dark Days"
13. "Beckoned"
14. "One Step" (Chop Shop Mix)

## Integrantes
- Dez Fafara - voz
- Meegs Rascon - guitarra, coros
- Rayna Foss-Rose - bajo
- Nadja Peulen - bajo
- Mike "Bug" Cox - batería